# Yoduro de plata
El yoduro de plata (AgI) es un compuesto químico usado en fotografía y como antiséptico en medicina.
El yoduro de plata es altamente insoluble en agua y tiene una estructura cristalina parecida a la de un hielo pequeño, permitiendo inducir la desnaturalización de cristales de hielo en el sembrado de nubes para provocar lluvia artificial.
La estructura cristalina adoptada por el yoduro de plata cambia con la temperatura. Se conocen las siguientes fases:
- Hasta 420 K (147 °C), AgI aparece como fase β, con estructura de wurtzita.
- Sobre 420 K (147 °C), AgI sufre una transición a la fase α, la cual tiene una estructura cúbica centrada en el cuerpo, con los iones de plata distribuidos al azar entre lugares 2-, 3-, y 4-coordinados.
- Existe también una fase metaestable γ por encima de 420 K, la cual tiene estructura de blenda de zinc.